# 布羅德克里克 (北卡羅萊納州)
布羅德克里克（英語：Broad Creek）是位於美國北卡羅萊納州加特利縣的普查規定居民點。

## 人口
根據2020年美國人口普查的數據，布羅德克里克的面積為8.07平方千米，當中陸地面積為8.05平方千米，而水域面積為0.02平方千米。當地共有人口1968人，而人口密度為每平方千米243.87人。